# Cerro Jabalcón
Cerro Jabalcón är ett berg i Spanien.   Det ligger i provinsen Provincia de Granada och regionen Andalusien, i den södra delen av landet, 300 km söder om huvudstaden Madrid. Toppen på Cerro Jabalcón är 1 494 meter över havet, eller 570 meter över den omgivande terrängen. Bredden vid basen är 6,2 km.
Terrängen runt Cerro Jabalcón är kuperad åt nordväst, men åt sydost är den platt. Runt Cerro Jabalcón är det ganska glesbefolkat, med 34 invånare per kvadratkilometer. Närmaste större samhälle är Baza, 9,4 km söder om Cerro Jabalcón. Trakten runt Cerro Jabalcón består till största delen av jordbruksmark.